# Norris Locomotive Works
Die Norris Locomotive Works war eine Fabrik in Philadelphia (USA), die zwischen 1832 und 1866 mehr als tausend Dampflokomotiven herstellte. Die Norris-Lokomotiven nehmen einen wichtigen Platz in der Lokomotivgeschichte ein, da sie zuverlässig und für die damalige Zeit sehr innovativ waren.

## Geschichte
Der Gründer, William Norris (1802–1867), baute seit 1831 in Philadelphia Lokomotiven. Bis 1836 hatte er sieben Lokomotiven produziert. Im Juli 1836 testeten Norris und sein Bruder Septimus Norris eine 4-2-0-Lokomotive namens George Washington an einer starken Steigung. Die 14.400 pound schwere Lok zog eine Last von 19.200 pound – damals eine sehr bemerkenswerte Leistung.

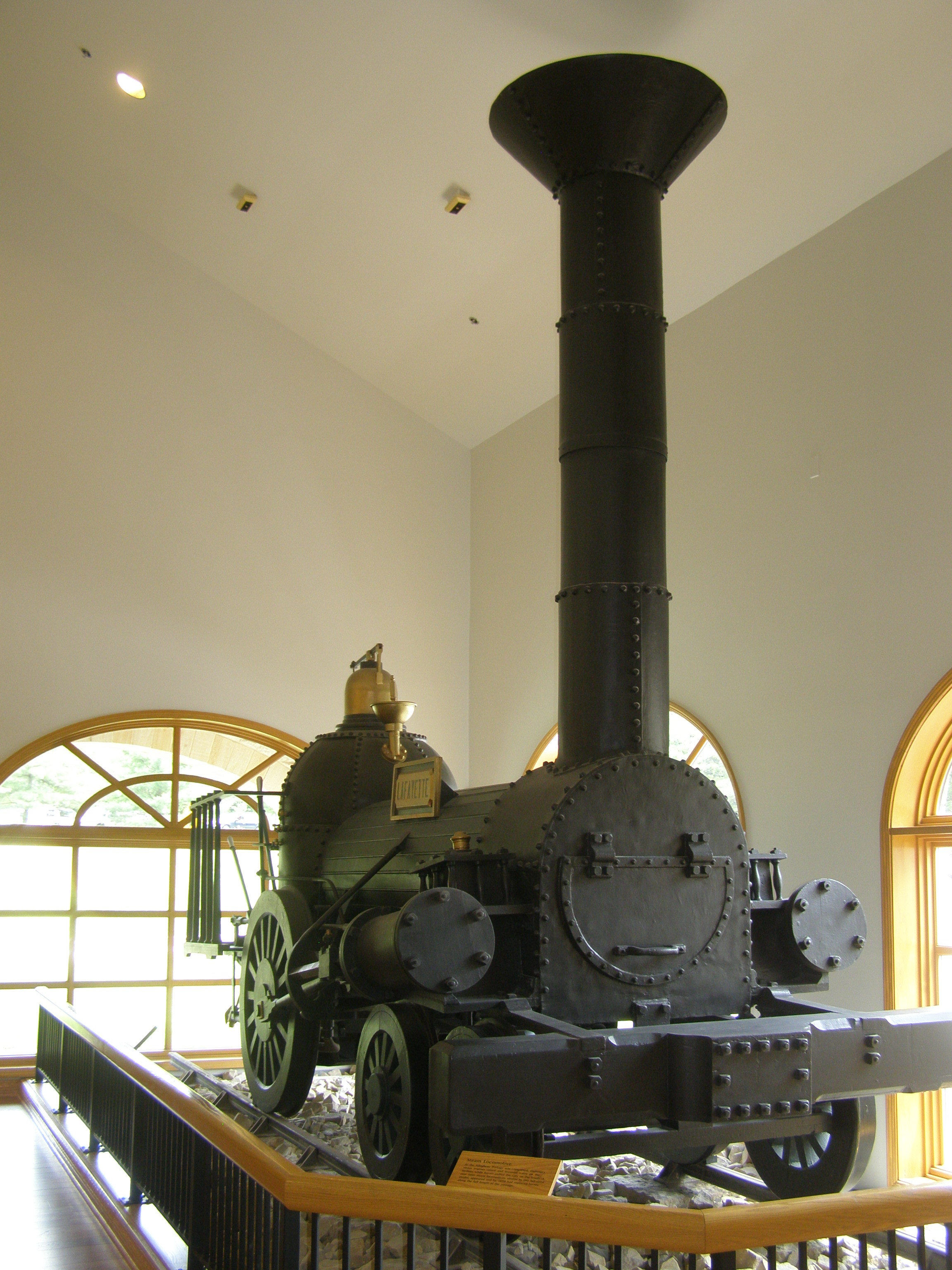
Replik der Lafayette Nr. 13 (Maßstab 1:1)

Die mit Horizontalkessel ausgerüstete Lok Nr. 13 mit Namen Lafayette der Baltimore & Ohio RR wurde im April 1837 in Dienst genommen. Sehr erfolgreich war insbesondere die Lok des Typs Pioneer. Besonderes Merkmal dieser Maschine war der runde Stehkessel mit dem kugelförmigen Dom: ein nach dem englischen Konstrukteur Edward Bury (1794–1858) genannter Stehkessel. Die Triebachse befand sich vor dem Stehkessel, und das Leichtdrehgestell war nach vorn unter die Rauchkammer geschoben. 1838/1839 wurden 7 weitere Exemplare nachgeliefert, die teilweise bis 1857 für lokale Leichtpersonenzüge im Dienst standen. Es waren dies die Nummern 16, 18, 18, 20, 21, 22 und 24 mit den Namen P. E. THOMAS, J. W. PATTERSON, WM. COOKE, PATAPOS, MONOCACY, POTOMAC und PEGASUS. Die Lok Nr. 16 soll später in Achsfolge 4-4-0 (2'B) umgebaut worden sein.
Norris lieferte diesen Maschinentyp auch nach Europa, 1837 für die Kaiser-Ferdinands-Nordbahn (KFNB) in Österreich die Lokomotive KFNB – Columbus. 1838/39 für die Strecke Berlin–Potsdam und die Birmingham–Gloucester Railway sowie die Wien–Raaber Eisenbahn. Weitere Produzenten von Lokomotiven des Norris-Typs waren in Deutschland Borsig und die Maschinenfabrik Esslingen.
Der erfahrene Ingenieur August Borsig erkannte Verbesserungsmöglichkeiten und legte 1840 einen eigenen Entwurf vor. 1841 wurde das erste Exemplar bei den Borsig-Werken in Berlin gefertigt.